# Duero (Bohol)
Duero (Bayan ng Duero) är en kommun i Filippinerna. Kommunen tillhör provinsen Bohol och ligger på ön med samma namn. Folkmängden uppgår till 16 485 invånare.

## Bildgalleri

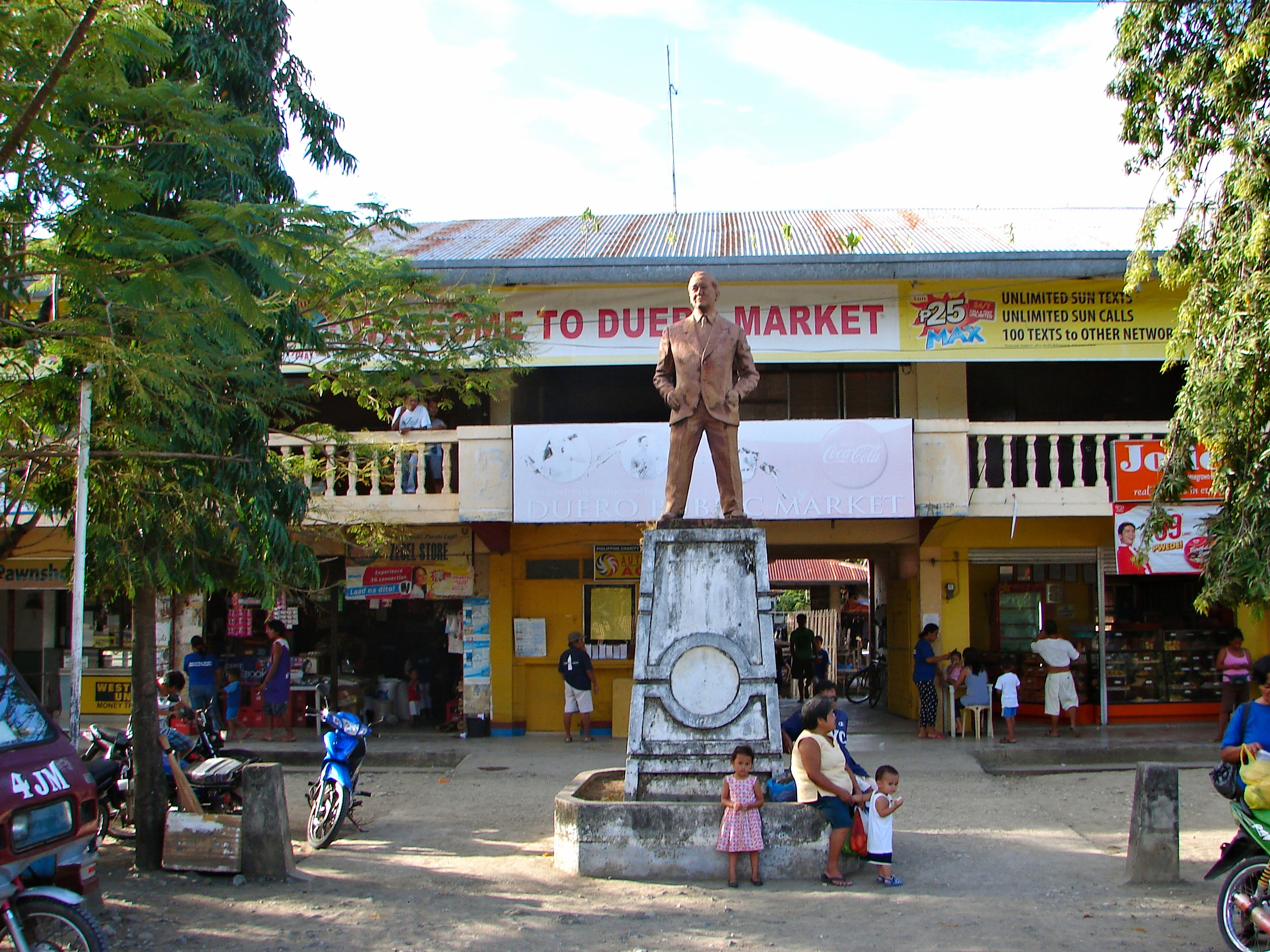
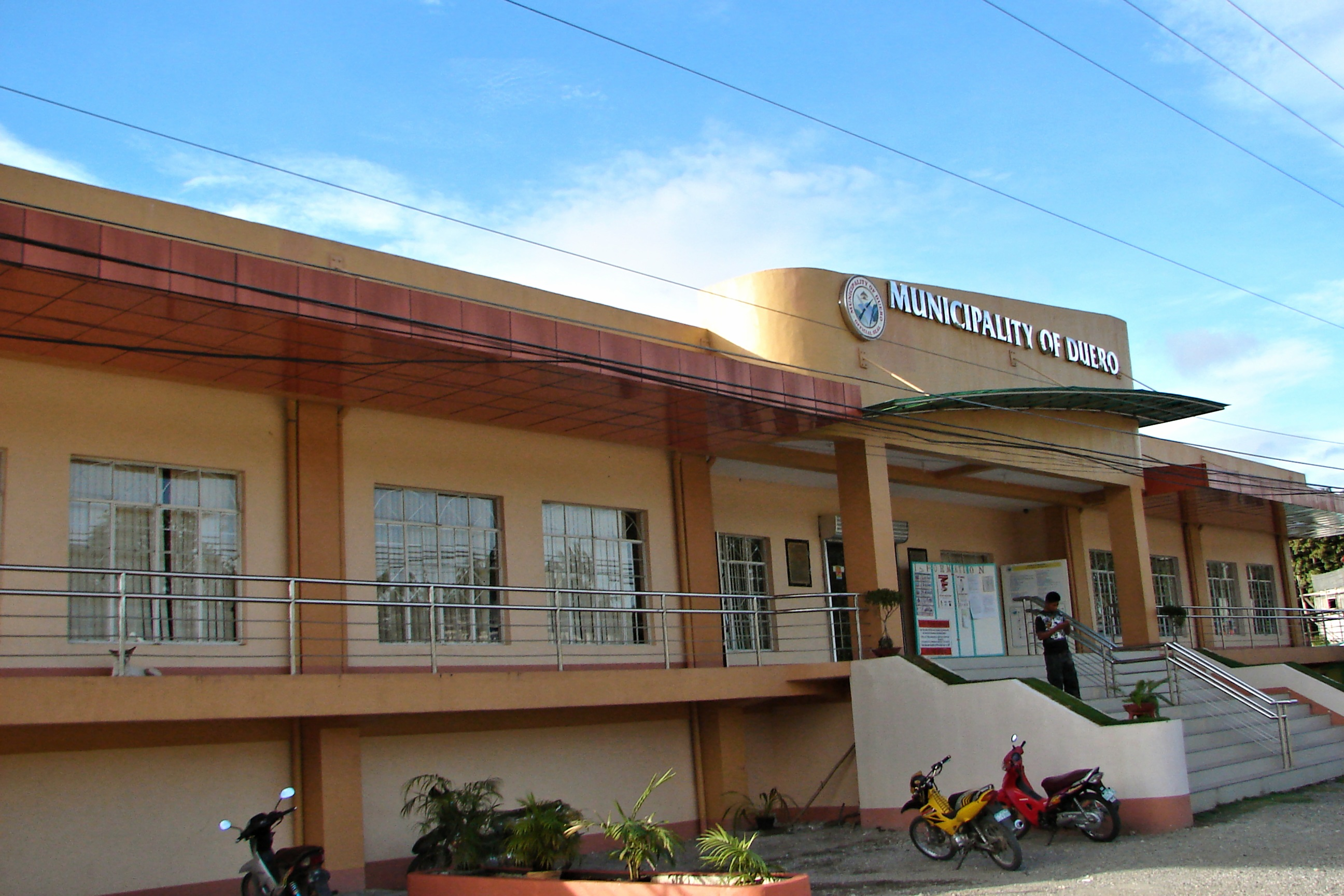

## Barangayer
Duero är indelat i 21 barangayer.
| - Alejawan - Angilan - Anibongan - Bangwalog - Cansuhay - Danao - Duay - Guinsularan - Itum - Langkis - Lobogon | - Madua Norte - Madua Sur - Mambool - Mawi - Payao - San Antonio (Pob.) - San Isidro - San Pedro - Imelda - Taytay |